# Lega Nazionale A 2000 (football americano)
La Lega Nazionale A 2000 è stata la 15ª edizione del campionato di football americano di primo livello, organizzato dalla SAFV.

## Squadre partecipanti
| Club             | Città     | Stadio | Sponsor ufficiale | Risultato nella stagione 1999 |
| ---------------- | --------- | ------ | ----------------- | ----------------------------- |
| Bern Grizzlies   | Berna     |        |                   | Finalisti Lega Nazionale B    |
| Bienna Jets      | Bienne    |        |                   | Semifinalisti                 |
| Geneva Seahawks  | Ginevra   |        |                   | Campioni Lega Nazionale B     |
| Seaside Vipers   | San Gallo |        |                   | Vincitori XIV Swiss Bowl      |
| Zürich Renegades | Zurigo    |        |                   | Quinto posto                  |

## Stagione regolare

### Calendario

#### 1ª giornata
| 9 aprile 2000 | Seaside Vipers | 46 – 16 | Bienna Jets |  |

#### 2ª giornata
| 30 aprile 2000 | Zürich Renegades | 36 – 6 | Geneva Seahawks |  |

| 30 aprile 2000 | Seaside Vipers | 58 – 0 | Bern Grizzlies |  |

#### 3ª giornata
| 7 maggio 2000 | Bern Grizzlies | 14 – 33 | Zürich Renegades |  |

| 7 maggio 2000 | Geneva Seahawks | 7 – 12 | Bienna Jets |  |

#### 4ª giornata
| 21 maggio 2000 | Bienna Jets | 46 – 22 | Bern Grizzlies |  |

| 21 maggio 2000 | Zürich Renegades | 9 – 17 | Seaside Vipers |  |

#### 5ª giornata
| 28 maggio 2000 | Zürich Renegades | 26 – 14 | Bienna Jets |  |

#### 6ª giornata
| 4 giugno 2000 | Bienna Jets | 14 – 33 | Zürich Renegades |  |

| 4 giugno 2000 | Bern Grizzlies | 8 – 28 | Geneva Seahawks |  |

#### 7ª giornata
| 18 giugno 2000 | Geneva Seahawks | 3 – 13 | Zürich Renegades |  |

| 18 giugno 2000 | Bern Grizzlies | 0 – 57 | Seaside Vipers |  |

#### 8ª giornata
| 25 giugno 2000 | Geneva Seahawks | 12 – 26 | Seaside Vipers |  |

| 25 giugno 2000 | Bienna Jets | 32 – 22 | Geneva Seahawks |  |

#### 9ª giornata
| 9 luglio 2000 | Zürich Renegades | 57 – 0 | Bern Grizzlies |  |

#### 10ª giornata
| 13 agosto 2000 | Bienna Jets | 20 – 33 | Seaside Vipers |  |

| 13 agosto 2000 | Geneva Seahawks | 34 – 0 | Bern Grizzlies |  |

#### 11ª giornata
| 20 agosto 2000 | Seaside Vipers | 9 – 27 | Zürich Renegades |  |

| 20 agosto 2000 | Bern Grizzlies | 0 – 44 | Bienna Jets |  |

### Classifica
La classifica della regular season è la seguente:
- PCT = percentuale di vittorie, G = partite giocate, V = partite vinte, P = partite perse, PF = punti fatti, PS = punti subiti
- La qualificazione ai playoff è indicata in verde

| Pos. | Squadra          | PCT  | G | V | P | PF  | PS  |
| ---- | ---------------- | ---- | - | - | - | --- | --- |
| 1    | Zürich Renegades | .875 | 8 | 7 | 1 | 234 | 77  |
| 2    | Seaside Vipers   | .857 | 7 | 6 | 1 | 246 | 84  |
| 3    | Bienna Jets      | .500 | 8 | 4 | 4 | 198 | 189 |
| 4    | Geneva Seahawks  | .286 | 7 | 2 | 5 | 112 | 127 |
| 5    | Bern Grizzlies   | .000 | 8 | 0 | 8 | 44  | 357 |

## Playoff

### Tabellone
|  | Semifinali | Semifinali       | Semifinali | Semifinali | Semifinali |  |  | XV Swiss Bowl    | XV Swiss Bowl    | XV Swiss Bowl |  |
|  |            |                  |            |            |            |  |  |                  |                  |               |  |
|  | 1          | Zürich Renegades | 56         | 46         | 102        |  |  |                  |                  |               |  |
|  | 4          | Geneva Seahawks  | 0          | 7          | 7          |  |  | Zürich Renegades | Zürich Renegades | 9             |  |
|  | 3          | Bienna Jets      | 0          | 0          | 0          |  |  | Seaside Vipers   | Seaside Vipers   | 16            |  |
|  | 2          | Seaside Vipers   | 30         | 52         | 82         |  |  |                  |                  |               |  |

### Semifinali

#### Andata
| 3 settembre 2000 | Zürich Renegades | 56 – 0 | Geneva Seahawks |  |

| 3 settembre 2000 | Seaside Vipers | 30 – 0 | Bienna Jets |  |

#### Ritorno
| 10 settembre 2000 | Geneva Seahawks | 7 – 46 | Zürich Renegades |  |

| 10 settembre 2000 | Bienna Jets | 0 – 52 | Seaside Vipers |  |

### XV Swiss Bowl
| Berna 24 settembre 2000 | Zürich Renegades | 9 – 16 | Seaside Vipers |  |

## Verdetti
- Seaside Vipers Campioni di Svizzera 2000